# Louis Théodore Gouvy
Louis Théodore Gouvy (ur. 5 lipca 1819 w Goffontaine koło Saarbrücken, zm. 21 kwietnia 1898 w Lipsku) – francuski kompozytor.

## Życiorys
Ukończył szkołę średnią w Metzu, następnie w 1836 roku wyjechał do Paryża, gdzie studiował prawo. W trakcie studiów zainteresował się muzyką, uczył się u Antoine’a Elwarta, Édouarda Billarda i Pierre’a-Josepha-Guillaume’a Zimmermana. W latach 1842–1843 przebywał w Berlinie, gdzie studiował u Carla Friedricha Rungenhagena. Po powrocie do Paryża bywał w domu Charlesa Hallégo, gdzie poznał Chopina, Berlioza i Halévy’ego. W 1896 roku został odznaczony kawalerią Legii Honorowej.

## Twórczość
Był płodnym kompozytorem, pozostawił po sobie 170 utworów w 90 opusach. W swoich utworach symfonicznych nawiązywał do Webera, Mendelssohna i Beethovena. Był zwolennikiem muzyki absolutnej, pozostając poza innowacjami dźwiękowymi wprowadzanymi przez współczesnych kompozytorów, stąd jego muzyka nie cieszyła się popularnością we Francji. Doceniana była natomiast w Niemczech, gdzie kompozytor często bywał i spędził ostatnie lata życia.
Skomponował m.in. 7 symfonii, 2 uwertury koncertowe, Oktet na instrumenty dęte, Kwintet fortepianowy, Kwintet smyczkowy, Serenadę na zespół smyczkowy, Serenadę na fortepian, skrzypce, altówkę i wiolonczelę, 5 kwartetów smyczkowych, 5 triów fortepianowych, utwory fortepianowe, kantaty, Requiem, Missa brevis, operę Der Cid (1863).